# Ao Norte Unplugged

Ver: Todos os Álbuns ao vivo

Ao Norte Unplugged é o quarto álbum ao vivo da banda portuguesa de rock UHF. Editado em junho de 2012 pela AM.RA Discos, com distribuição da Sony Music.

Gravado ao vivo no Teatro Cinema de Fafe, nos dias 26 e 27 de novembro de 2011, no decorrer da digressão "Porquê em Portugal". Digressão que foi marcada com interrogações sobre a qualidade governativa do país. Com palavras de ordem, inerentes às canções de intervenção, a banda lançou uma série de acusações sobre assuntos muito concretos, mas também mensagens positivas, como referiu António Manuel Ribeiro: "A nação portuguesa são as pessoas e ela vai para onde nós quisermos que as pessoas a levem, não deixando que os políticos tomem conta do nosso futuro". Com esse espírito, os UHF ofereceram um single disco compacto, intitulado "Por Portugal Eu Dou", a todos os que compraram o bilhete para o concerto de gravação do álbum na cidade de Fafe. Trata-se de um inédito que a banda apresentou no concerto, uma canção de intervenção social: "É uma tomada de posição activa a favor da coesão e da identidade cívica da nação", segundo as palavras do líder da banda. A escolha do local foi uma homenagem à grande família de fãs no norte do país. É o agradecimento de um grupo de rock, pesado, no cru das cordas e da ressonância acústica, que os UHF dedicaram à região.
| “ | É uma celebração ao norte e a todos os fãs anónimos que entraram e continuam a entrar para a grande família que o tempo e as canções ofereceram ao grupo. | ” |

Ao Norte Unplugged reúne, em duplo disco compacto, o melhor dos UHF pela primeira vez ao vivo no formato acústico. A ideia para a realização deste trabalho surgiu no contacto com os fãs, após o concerto no auditório da Gulbenkian em Paris, em junho de 2010, quando a banda foi questionada sobre a existência desse espetáculo acústico em disco. Seguiram-se várias salas antecipadamente esgotadas de norte a sul de Portugal, entusiasmo geral e prazer desfrutado pelos músicos que descobriam novos caminhos para velhas canções – o formato unplugged – sendo então tomada a decisão de registar essas emoções em disco. O álbum mostra uma roupagem mais minimalista de vários temas produzidos pelos UHF ao longo dos 34 anos de carreira e revela uma formação madura, capaz de se reinventar, como acontece nas versões de "Matas-me Com o Teu Olhar", "Quando (dentro de ti)" ou "Na Tua Cama". O single de apresentação do álbum foi o clássico "Cavalos de Corrida", numa arriscada versão de voz e piano, que se tornou um grande sucesso na rádio.
O álbum permaneceu três semanas na tabela nacional de vendas, em 2012. Atingiu a 21ª posição na primeira semana, para depois descer para a posição 26.

## Lista de faixas
O duplo disco compacto é composto por 20 faixas em versão padrão e por um intro instrumental da autoria de António Côrte-Real. António Manuel Ribeiro partilha a composição com Miguel Fernandes no tema "Matas-me Com o Teu Olhar" e com Carlos Peres no tema "Concerto". Enquanto que os temas "Não Me deixes Ficar Aqui" e "Cavalos de Corrida", o líder da banda partilha com Renato Júnior e Renato Gomes, respetivamente. "Menina Estás à Janela" é uma versão de uma canção popular e "Vejam Bem" é composto por José Afonso. As restantes faixas são da autoria de António Manuel Ribeiro. 
| CD1 |                                         |                                       |         |  |
| N.º | Título                                  | Compositor(es)                        | Duração |  |
| 1.  | "Só Eu Sei Porquê" (Intro instrumental) | António Côrte-Real                    | 0:29    |  |
| 2.  | "Dança Comigo (até o Sol nascer)"       | António M. Ribeiro                    | 4:27    |  |
| 3.  | "Rua do Carmo"                          | António M. Ribeiro                    | 4:53    |  |
| 4.  | "Matas-me Com o Teu Olhar"              | António M. Ribeiro / Miguel Fernandes | 3:00    |  |
| 5.  | "Viver Para Te Ver"                     | António M. Ribeiro                    | 5:05    |  |
| 6.  | "Voo Para a Venezuela"                  | António M. Ribeiro                    | 5:01    |  |
| 7.  | "Concerto"                              | António M. Ribeiro / Carlos Peres     | 5:23    |  |
| 8.  | "De Um Homem Só"                        | António M. Ribeiro                    | 4:17    |  |
| 9.  | "Barcos ao Mar"                         | António M. Ribeiro                    | 3:54    |  |
| 10. | "Não Me deixes Ficar Aqui"              | António M. Ribeiro / Renato Júnior    | 8:05    |  |
| 11. | "Brincar no Fogo"                       | António M. Ribeiro                    | 4:12    |  |

| CD2            |                            |                                   |         |  |
| N.º            | Título                     | Compositor(es)                    | Duração |  |
| 1.             | "Na Tua Cama"              | António M. Ribeiro                | 3:15    |  |
| 2.             | "Toca-me"                  | António M. Ribeiro                | 4:21    |  |
| 3.             | "De Carrossel"             | António M. Ribeiro                | 4:42    |  |
| 4.             | "Jorge Morreu"             | António M. Ribeiro                | 3:54    |  |
| 5.             | "Menina Estás à Janela"    | Popular                           | 4:08    |  |
| 6.             | "Quando (dentro de ti)"    | António M. Ribeiro                | 5:29    |  |
| 7.             | "Cavalos de Corrida"       | António M. Ribeiro / Renato Gomes | 3:47    |  |
| 8.             | "Vejam Bem"                | José Afonso                       | 4:44    |  |
| 9.             | "Velhos Tamborins"         | António M. Ribeiro                | 5:26    |  |
| 10.            | "Por Três Minutos na Vida" | António M. Ribeiro                | 4:45    |  |
| Duração total: | Duração total:             | Duração total:                    | 89:57   |  |

## Membros da banda
- António Manuel Ribeiro (voz e guitarra acústica) [7]
- António Côrte-Real (guitarra acústica) [7]
- Fernando Rodrigues (baixo acústico) [7]
- Nuno Oliveira (piano) [7]
- Ivan Cristiano (bateria) [7]